# Открытый чемпионат Сербии по теннису 2022
Открытый чемпионат Сербии 2022 — 7-й розыгрыш ежегодного профессионального теннисного турнира среди мужчин, проводящегося в сербском Белграде, и являющегося частью Мирового тура ATP в рамках серии ATP 250.
В 2022 году турнир прошёл с 18 апреля по 24 апреля.
Первым сеянным в одиночном турнире был Новак Джокович.

## Чемпионы

### Одиночный разряд
Андрей Рублёв выиграл  Новака Джоковича 6-2, 64-77, 6-0

### Парный разряд
Ариэль Беар /  Гонсало Эскобар выиграли  Николу Мектича /  Мате Павича 6–2, 3–6, [10–7]

## Очки и призовые деньги

### Очки
| Разряд    | W   | F   | SF | QF | R16 | R32 | Q   | Q2  | Q1  |
| Одиночный | 250 | 150 | 90 | 45 | 20  | 0   | 12  | 6   | 0   |
| Парный    | 250 | 150 | 90 | 45 | 0   | н/д | н/д | н/д | н/д |

### Призовые деньги
| Разряд    | W       | F       | SF      | QF      | R16    | R32    | Q2     | Q1     |
| Одиночный | €81,310 | €47,430 | €27,885 | €16,160 | €9,380 | €5,730 | €2,870 | €1,565 |
| Парный*   | €28,250 | €15,110 | €8,860  | €4,950  | €2,920 | н/д    | н/д    | н/д    |

*на пару

## Участники основной сетки в одиночном разряде

### Сеянные
| Страна | Игрок             | Рейтинг1 | Посев |
| ------ | ----------------- | -------- | ----- |
| Сербия | Новак Джокович    | 1        | 1     |
| Россия | Андрей Рублёв     | 8        | 2     |
| Россия | Карен Хачанов     | 24       | 3     |
| Россия | Аслан Карацев     | 30       | 4     |
| Чили   | Кристиан Гарин    | 31       | 5     |
| Италия | Фабио Фоньини     | 32       | 6     |
| Сербия | Миомир Кецманович | 38       | 7     |
| Сербия | Филипп Крайинович | 39       | 8     |

- 1 Рейтинг на 11 апреля 2022[2]

### Другие
Следующие игроки получили уайлд-кард:
- Михаил Кукушкин
- Хамад Медьедович
- Алехандро Табило

Следующий игрок получил доступ в основную сетку с использованием защищëнного рейтинга:
- Аляж Бедене

Следующие игроки прошли квалификацию:
- Таро Даниэль
- Иржи Легечка
- Тьягу Монтейру
- Роман Сафиуллин

### Замены
- Бенжамен Бонзи → заменëн  Жоао Соуза
- Борна Чорич → заменëн  Аляж Бедене
- Уго Гастон → заменëн  Хенри Лааксонен
- Алекс Молчан → заменëн  Микаэль Имер
- Гаэль Монфис → заменëн  Марко Чеккинатто

## Участники основной сетки в парном разряде

### Сеянные
| Страна    | Игрок          | Страна                    | Игрок         | Рейтинг1 | Посев |
| --------- | -------------- | ------------------------- | ------------- | -------- | ----- |
| Хорватия  | Никола Мектич  | Хорватия                  | Мате Павич    | 7        | 1     |
| Италия    | Симоне Болелли | Италия                    | Фабио Фоньини | 56       | 2     |
| Австралия | Мэттью Эбден   | Австралия                 | Макс Пёрселл  | 57       | 3     |
| Хорватия  | Иван Додиг     | Соединённые Штаты Америки | Остин Крайчек | 62       | 4     |

- 1 Рейтинг на 4 апреля 2022

### Другие
Следующие пары получили уайлд-кард:
- Хамад Медьедович /  Якуб Меншик
- Иван Сабанов /  Матей Сабанов

### Замены
До начала турнира
- Бенжамен Бонзи /  Уго Гастон → заменены  Ллойд Гласспул /  Харри Хелиоваара